# Valentin Toboc
Valentin Toboc (* 17. März 1992) ist ein rumänischer Leichtathlet, der sich auf den Weitsprung spezialisiert hat.

## Sportliche Laufbahn
Erste internationale Erfahrungen sammelte Valentin Toboc im Jahr 2009, als er bei den Jugendweltmeisterschaften in Brixen mit einer Weite von 7,18 m den elften Platz belegte. Anschließend gelangte er beim Europäischen Olympischen Jugendfestival (EYOF) in Tampere mit 6,82 m ebenfalls Rang elf. Im Jahr darauf schied er bei den Juniorenweltmeisterschaften im kanadischen Moncton mit 7,21 m in der Qualifikationsrunde aus und 2011 belegte er bei den Junioreneuropameisterschaften in Tallinn mit 7,60 m Rang fünf. 2012 gewann er bei den Balkan-Hallenmeisterschaften in Istanbul mit 7,64 m die Silbermedaille und im Jahr darauf startete er bei den Halleneuropameisterschaften in Göteborg, verpasste dort aber mit 7,33 m den Finaleinzug. Im Sommer klassierte er sich bei den U23-Europameisterschaften in Tampere mit 7,29 m auf dem elften Platz. 2014 wurde er bei den Balkan-Hallenmeisterschaften in Istanbul mit 7,13 m Achter und im Jahr darauf schied er bei den Halleneuropameisterschaften in Prag mit 7,49 m in der Qualifikationsrunde aus. Anfang Juli nahm er an der Sommer-Universiade in Gwangju teil und verpasste dort mit 7,33 m den Finaleinzug. Im August gewann er bei den Balkan-Meisterschaften in Pitești mit 7,66 m die Bronzemedaille und bei den Militärweltspielen in Mungyeong sicherte er sich mit einem Sprung auf 7,64 m die Silbermedaille hinter dem Russen Pawel Schalin.
Nach mehreren wenig aktiven und erfolgreichen Jahren gewann er 2022 bei den Balkan-Meisterschaften in Craiova mit 8,03 m die Silbermedaille hinter seinem Landsmann Gabriel Bitan und anschließend schied er bei den Europameisterschaften in München ohne einen gültigen Versuch in der Qualifikationsrunde aus.
In den Jahren 2012, 2014 und 2022 wurde Toboc rumänischer Hallenmeister im Weitsprung.

## Persönliche Bestleistungen
- Weitsprung: 8,03 m (+1,8 m/s), 18. Juni 2022 in Craiova
  - Weitsprung (Halle): 7,98 m, 10. Februar 2013 in Bukarest